# Phrynobatrachus bequaerti
Phrynobatrachus bequaerti es una especie  de anfibios de la familia Ranidae.

## Distribución geográfica
Se encuentra en Burundi, República Democrática del Congo, Ruanda y, posiblemente en Uganda.  

## Estado de conservación
Se encuentra amenazada de extinción por la pérdida de su hábitat natural.